# Classe Gepard (Allemagne)
Pour les articles homonymes, voir classe Gepard.
 (novembre 2023).
Si vous disposez d'ouvrages ou d'articles de référence ou si vous connaissez des sites web de qualité traitant du thème abordé ici, merci de compléter l'article en donnant les références utiles à sa vérifiabilité et en les liant à la section « Notes et références ».
La classe Gepard (Type 143A) est une classe de navires d'attaque rapide porteurs de missiles (en allemand : Schnellboot) et la dernière en service dans la marine allemande avant le retrait des quatre navires opérationnels restants le 16 novembre 2016. La marine ghanéenne exploite deux de ces navires.
Il s'agit d'une évolution de la classe Albatros, la principale différence étant le remplacement du second canon de 76 mm par le système RAM. Les navires de la classe Gepard furent progressivement complétés par corvettes de classe Braunschweig puis complètement remplacées par elles.

## Liste des navires
Le « S » et le numéro font partie du nom complet du navire. Lorsque les navires ont été mis en service, leur désignation n'incluait que le numéro, cependant les équipages ont demandé des noms complets et la décision a été prise de combiner les noms originaux avec le nom de l'animal lié au navire.
A l'origine, la flottille était divisée entre la 2e escadre de patrouilleurs rapides (2. Schnellbootgeschwader, coques S 76 à S 80) et  le 7. Schnellbootgeschwader (coques S 71 à S 75). Le 1er juillet 2006, tous les navires sont réunis au sein de la 7e escadre de patrouilleurs rapides (7. Schnellbootgeschwader), stationnée à Warnemünde.
| Numéro de coque OTAN | Numéro de coque allemand | Nom       | Indicatif d'appel | Commandé          | Désarmé          | Statut                          |
| -------------------- | ------------------------ | --------- | ----------------- | ----------------- | ---------------- | ------------------------------- |
| P6121                | S 71                     | Gépard    | DRCE              | 7 décembre 1982   | 12 décembre 2014 | Navire-musée à Wilhelmshaven    |
| P6122                | S 72                     | Puma      | DRCF              | 17 février 1983   | 14 décembre 2015 |                                 |
| P6123                | S 73                     | Hermelin  | DRCG              | 28 avril 1983     | 16 novembre 2016 |                                 |
| P6124                | S 74                     | Nerz      | DRCH              | 14 juillet 1983   | 31 mars 2012     | Transféré à la marine ghanéenne |
| P6125                | S75                      | Zobel     | DRCI              | 28 septembre 1983 | 16 novembre 2016 |                                 |
| P6126                | S76                      | Frettchen | DRCJ              | 16 décembre 1983  | 16 novembre 2016 |                                 |
| P6127                | S 77                     | Teckels   | DRCK              | 22 mars 1984      | 31 mars 2012     | Transféré à la marine ghanéenne |
| P6128                | S78                      | Ozelot    | DRCL              | 25 mai 1984       | 18 décembre 2014 |                                 |
| P6129                | S 79                     | Wiesel    | DRCM              | 12 juillet 1984   | 14 décembre 2015 |                                 |
| P6130                | S80                      | Hyane     | DRCN              | 13 novembre 1984  | 16 novembre 2016 |                                 |

## Galerie

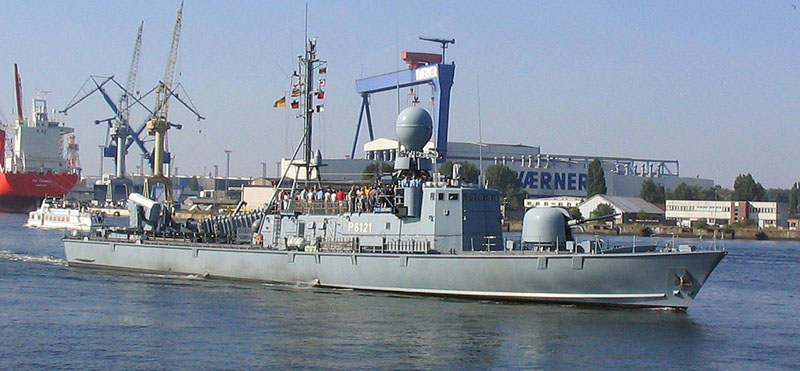
S71 Gepard
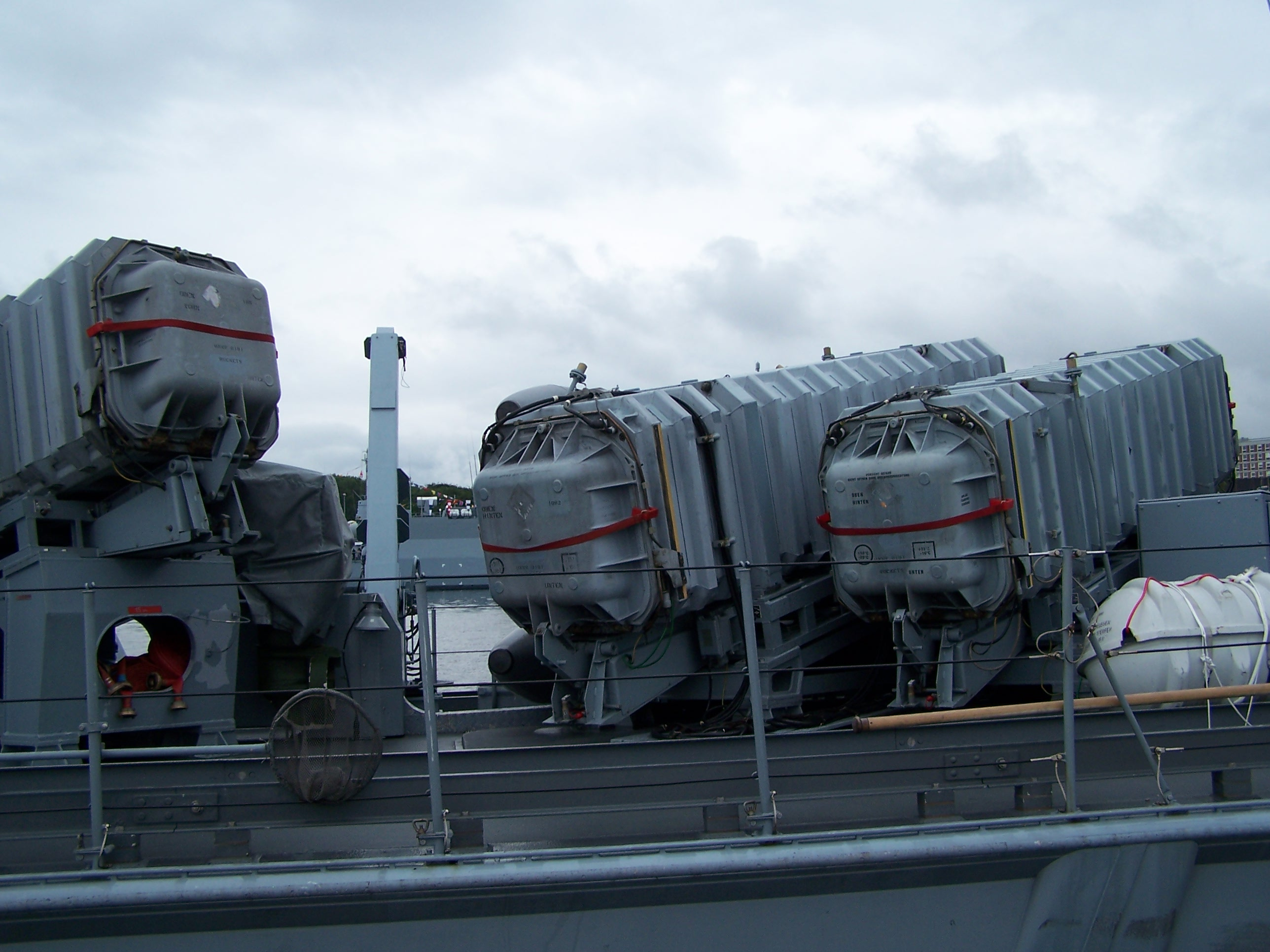
lanceurs Exocet du S74 Nerz
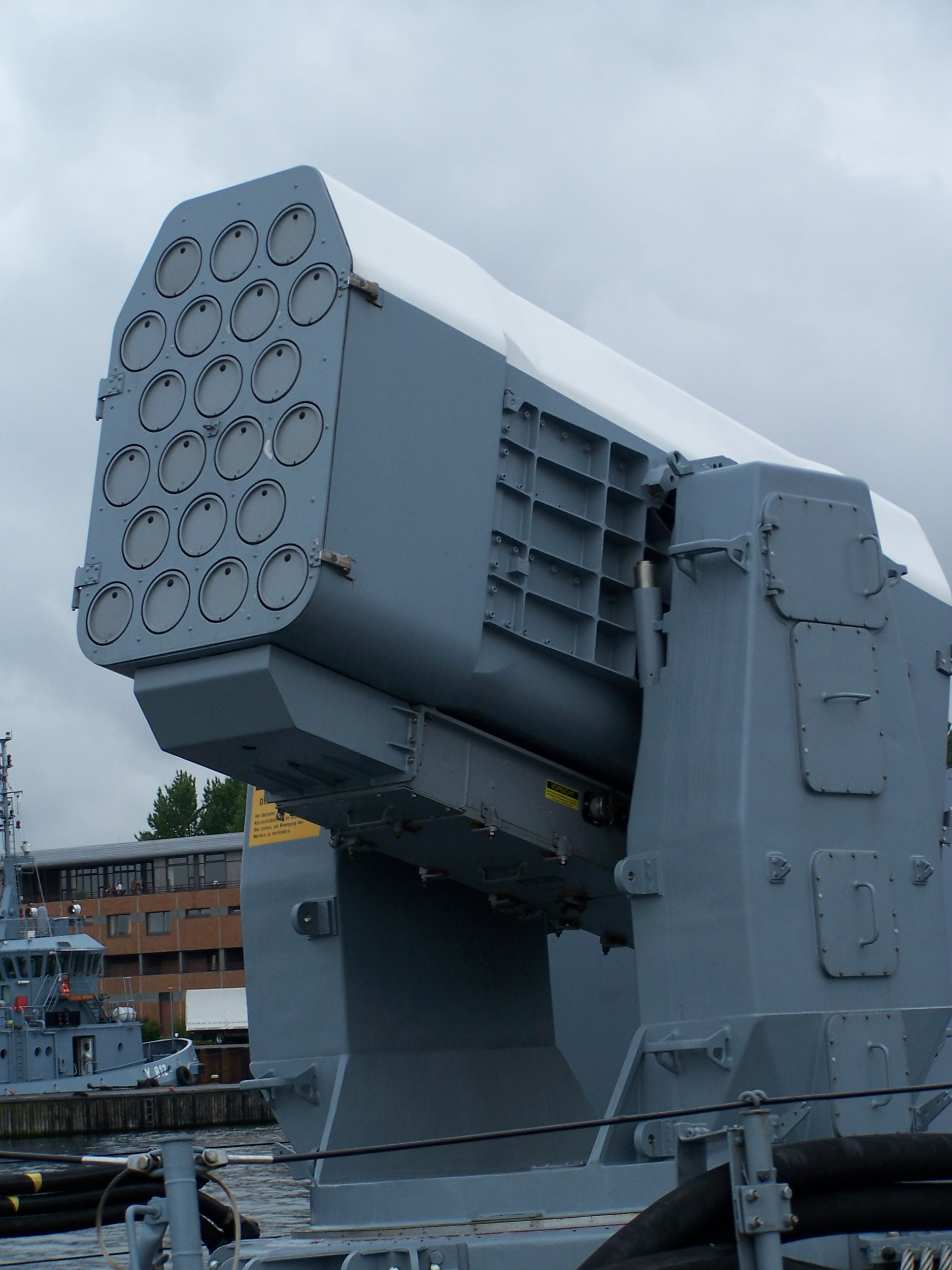
lanceur Rolling Airframe Missile (en) (RAM) du S74 Nerz
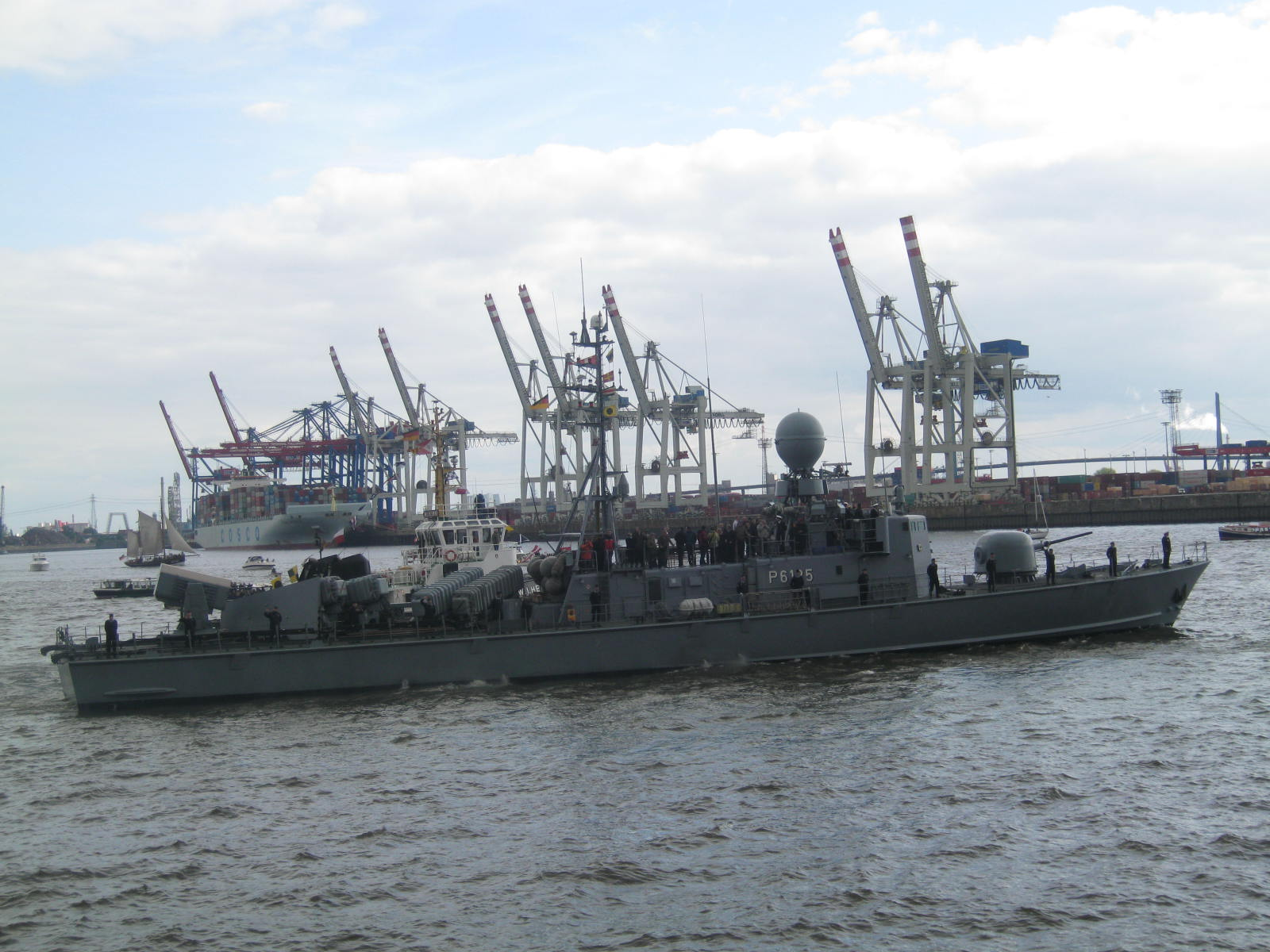
S 75 Zobel